# Justin Bieber: Soha ne mondd, hogy soha
A Justin Bieber: Soha ne mondd, hogy soha (eredeti cím: Justin Bieber: Never Say Never) 2011-es amerikai 3D-s koncertfilm, amelynek középpontjában Justin Bieber kanadai énekes áll. Az Egyesült Államokban 2011. február 11-én mutatták be, és világszerte 99 millió dolláros bevételt hozott a 13 milliós gyártási költségvetésével szemben. A folytatás 2013. december 25-én jelent meg Justin Bieber – Believe címmel.
Világszerte 99 033 954 dolláros összbevételt ért el, és kasszasiker lett. Az Egyesült Államokban 1984 óta a legnagyobb bevételt hozó zenei koncertfilm, 1982 óta pedig a harmadik legnagyobb bevételt hozó dokumentumfilm.

## Cselekmény
A film Justin Bieber popsztárt követi végig 10 napon keresztül, visszaszámolva a legnagyobb fellépéséig, a 2010. augusztus 31-i Madison Square Gardenben tartott előadásáig, amelyen 22 perc alatt telt ház volt. A My World Tour című turnéjának ebben az időszakában tartott előadásainak felvételeit mutatja be. A felvételen izgatott női rajongók láthatók, és többször szerepel a "One Less Lonely Girl" módszer, amikor egy lányt hív fel a színpadra, hogy szerenádot és virágot adjon neki, és amikor véletlenszerű lányokat lep meg ingyenjegyekkel a koncertjeire. A Bieber körül lévő legfőbb emberek, akik olyanok, mintha családtagok és jó barátok lennének számára, interjút adnak, de maga Bieber nem. Különböző pillanatokat mutatnak be, amikor együtt imádkoznak egy-egy fellépés előtt.
A filmben szerepel egy látogatás is, amelyet Bieber tett szülővárosában, miközben a turné kedvéért Kanadában tartózkodott. Lenézik, amiért régi barátaival való szórakozás közben tönkretette a hangját. Vonakodva beleegyezik egy szirakúzai fellépés elhalasztásába. Néhány napig nem beszélhet, és így felépül annyira, hogy a következő előadáson, az MSG-ben felléphessen.
Emellett néhány történetet és régi videót is tartalmaz Bieber gyermekkorából. Édesanyja nevelte fel, de anyai nevelőnagyapjához is nagyon különleges kapcsolat fűzte. Utóbbi még mindig meghatódottan mesél arról az időszakról, amikor Bieber és édesanyja Atlantába költöztek.

## Szereplők
- Justin Bieber
- Usher
- Jaden Smith
- Sean Kingston
- Snoop Dogg
- Ludacris
- Miley Cyrus
- Boyz II Men
- Scooter Braun
- L.A. Reid
- Jeremy Bieber
- Hayden Thompson
- Scrappy Stassen
- Jay Leno (archív felvételen a The Tonight Show with Jay Leno című műsorból)
- Chelsea Handler (archív felvételen a Chelsea Lately című műsorból)
- George Lopez (archív felvételen a Lopez Tonight című műsorból)

## Médiakiadás
A Paramount Home Entertainment 2011. május 13-án jelentette meg a filmet DVD-n és Blu-rayen az Egyesült Államokban. A Paramount Home Entertainment a film házivideó-formátumban való megjelenésének népszerűsítése érdekében a Never Say Never Weekend (#NSNweekend) elnevezésű kampányt is meghirdette Bieber hivatalos Facebook- és Twitter-fiókjának felhasználásával, hogy a Never Say Never DVD-n és Blu-rayen való megjelenésének napjáig különféle party-ajándékokat lehessen kapni.

## Paródia
A Popsztár: Soha ne állj le (a soha le nem állással)  című filmet az olyan zenei dokumentumfilmek paródiájának tekintik, mint például a Never Say Never. Feltűnik többek között Martin Sheen, Adam Levine, Mariah Carey, Snoop Dogg, Usher, Seal, Pink, “Weird Al” Yankovic, Ringo Starr és Justin Timberlake.